# Барнард, Анейрин
Ане́йрин Барна́рд (англ. Aneurin Barnard, МФА: [əˈnaɪrɪn], валл. [aˈnɛirɪn]; род. 8 мая 1987 года) — валлийский актёр театра и кино. Известен ролями Ричарда III в сериале «Белая королева», Бориса Друбецкого в сериале «Война и мир», Гибсона в фильме «Дюнкерк», Бориса Павликовского в фильме «Щегол» и Дэниэла Соласа в сериале «1899».

## Ранние годы
Барнард родился в округе Бридженд в Центральном Гламоргане Уэльса в семье Джун и Терри Барнардов. Кроме него, в семье есть дочь Сери. Старшую школу посещал в области Ронта, Кинон, Таф. После окончания школы продолжил обучение в Королевском валлийском колледже музыки и театра, из которого выпустился в 2008 году. Вместе с ним там обучались Кимберли Никсон и Том Каллен. Его родной язык — валлийский.

## Карьера
Первой заметной ролью в театре для Барнарда стала роль Мельхиора в лондонской премьере мюзикла «Весеннее пробуждение», которую он исполнял с февраля по май 2009 года. Барнард получил Премию Лоренса Оливье за исполнение.
Во время учёбы в актёрской школе он участвовал в постановках «Кавказского мелового круга», «Как важно быть серьёзным» и «Вестсайдской истории». Его театральные работы в Уэльсе включают в себя также роль Дона Локвуда в «Поющих под дождём».
В 2011 году он сыграл роль оруженосца Гая в костюмно-исторической драме Джонатана Инглиша «Железный рыцарь».
В 2012 году он исполнил роль фотографа Дэвида Бэйли в фильме телеканала BBC 4 «Мы покорим Манхэттен», где его партнёршей была Карен Гиллан. Позже в 2012 году он снялся в психологическом триллере «Цитадель» и сыграл главную роль в фантастическом приключенческом фильме «Мэрайа Мунди и шкатулка Мидаса» вместе с Майклом Шином, Йоаном Гриффитом и Кили Хоус.
В 2013 году в историческом телесериале BBC «Белая королева» он исполнил роль Ричарда Глостера, позже короля Ричарда III. В том же 2013 году он сыграл главную мужскую роль в телесериале Энди де Эммони «Мунфлит», экранизации одноимённого историко-приключенческого романа Джона Мида Фолкнера (1898). В 2014 году Барнард сыграл роль в трёхсерийном фильме ITV «Силла» о жизни британской певицы Силлы Блэк. Роль Силлы досталась Шеридан Смит, Барнард сыграл её мужа Бобби Уиллиса.
В 2015 году вышел гангстерский триллер Брайана Хелгеленда «Легенда» о близнецах Крэй, где Анейрин Барнард повторит свою роль Дэвида Бэйли. В 2016 году Барнард сыграл роль Бориса Друбецкого в телесериале производства BBC 1 «Война и мир» по одноимённому роману Л.Толстого.
В 2017 году актёр появился в фильме «Пражская интерлюдия» о жизни В. А. Моцарта в Праге во время постановки оперы «Дон Жуан». В июле 2017 года на широкий экран вышел фильм Кристофера Нолана «Дюнкерк», в котором Барнард сыграл одну из главных ролей.
В 2019 году в свет вышла одноимённая экранизация романа «Щегол» американской писательницы Донны Тартт, снятый режиссёром Джоном Кроули. Айнерин Барнард исполнил роль Бориса, сына украинского эмигранта, который становится близким другом главного героя — Тео Декера. Его роль досталась Энселу Эльгорту.
В вышедшем на экраны в 2020 году историко-приключенческом сериале телеканала National Geographic «Поселенцы» Барнард исполнил роль агента британской Компании Гудзонова залива Хэмиша Гомса.

## Фильмография

### Фильмы
| Год  |     | Русское название                    | Оригинальное название                      | Роль            |
| ---- | --- | ----------------------------------- | ------------------------------------------ | --------------- |
| 2011 | ф   | Железный рыцарь                     | Ironclad                                   | Гай             |
| 2011 | ф   | Порошок                             | Powder                                     | Мигель          |
| 2012 | ф   | Клиника                             | The Facility                               |                 |
| 2012 | ф   | Цитадель                            | Citadel                                    | Томми           |
| 2012 | ф   | Элфи Хопкинс                        | Elfie Hopkins                              | Дилан Паркер    |
| 2012 | ф   | Учреждение                          | The Facility                               | Адам            |
| 2013 | ф   | Эмануэль и правда о рыбах           | The Truth About Emanuel                    | Клод            |
| 2013 | ф   | Ловушка для Золушки                 | Trap for Cinderella                        | Джейк           |
| 2013 | ф   | Мария — королева Шотландии          | Mary Queen of Scots                        | Дарнли          |
| 2013 | ф   | Мэрайа Мунди и шкатулка Мидаса      | The Adventurer: The Curse of the Midas Box | Мэрайа Мунди    |
| 2015 | ф   | Легенда                             | Legend                                     | Дэвид Бэйли     |
| 2017 | ф   | Горька жатва                        | Bitter Harvest                             | Микола          |
| 2017 | ф   | Интерлюдия в Праге                  | Interlude in Prague                        | Моцарт          |
| 2017 | ф   | Дюнкерк                             | Dunkirk                                    | Гибсон          |
| 2018 | кор | Бег                                 | Run                                        | Джори           |
| 2018 | ф   | Вы умрёте, или мы вернём вам деньги | Dead in a Week: Or Your Money Back         | Уильям          |
| 2018 | ф   | Больше                              | Bigger                                     | Бен Уайдер      |
| 2019 | ф   | История Дэвида Копперфилда          | The Personal History of David Copperfield  | Джеймс Стирфорт |
| 2019 | ф   | Щегол                               | The Goldfinch                              | Борис, друг Тео |
| 2019 | ф   | Опасный элемент                     | Radioactive                                | Поль Ланжевен   |
| 2025 | ф   | Мистер Бёртон                       | Mr Burton                                  | Элфед           |

### Телевидение
| Год  |    | Русское название        | Оригинальное название    | Роль                                    |
| ---- | -- | ----------------------- | ------------------------ | --------------------------------------- |
| 2007 | с  | Цена                    | Y Pris                   | Тупак                                   |
| 2009 | с  | Врачи                   | Doctors                  | Чес Мёрдох (1 эпизод)                   |
| 2013 | тф | Мы покорим Манхэттен    | We'll Take Manhattan     | Дэвид Бэйли                             |
| 2013 | с  | Белая королева          | The White Queen          | Ричард, герцог Глостер                  |
| 2013 | с  | Мунфлит                 | The Moonfleet            | Джон Тренчард                           |
| 2013 | с  | Мисс Марпл Агаты Кристи | Agatha Christie's Marple | Робби Хеймен (серия «Бесконечная ночь») |
| 2014 | с  | Силла                   | Cilla                    | Бобби Уиллис                            |
| 2015 | тф | Скандальная леди У      | The Scandalous Lady W    | капитан Джордж Биссет                   |
| 2015 | с  | Убить Иисуса            | Killing Jesus            | Иаков Зеведеев                          |
| 2016 | с  | Война и мир             | War and Peace            | Борис Друбецкой                         |
| 2016 | с  | Тринадцать              | Thirteen                 | Тим Хобсон                              |
| 2017 | с  | Британские СС           | SS-GB                    | констебль Джимми Данн                   |
| 2019 | с  | Убийства в Мидсомере    | Midsomer Murders         | Фредди Лэмб                             |
| 2020 | с  | Поселенцы               | Barkskins                | Хэмиш Гомс                              |
| 2021 | с  | Пакт                    | The Pact                 | Джек                                    |
| 2022 | с  | Острые козырьки         | Peaky Blinders           | доктор Холфорд                          |
| 2022 | с  | 1899                    | 1899                     | Дэниэл Солас                            |
| 2023 | с  | Улов                    | The Catch                | Райан Уилсон                            |
| 2024 | с  | Доктор Кто              | Doctor Who               | Роджер ап Гвильям (2 эпизода)           |